# Kanton Castelmoron-sur-Lot
Castelmoron-sur-Lot is een voormalig kanton van het Franse departement Lot-et-Garonne. Het kanton maakte deel uit van het arrondissement Marmande. Het werd opgeheven bij decreet van 26 februari 2014, met uitwerking op 22 maart 2015. Alle gemeenten werden toegevoegd aan het kanton Tonneins.

## Gemeenten
Het kanton Castelmoron-sur-Lot omvatte de volgende gemeenten:
- Brugnac
- Castelmoron-sur-Lot (hoofdplaats)
- Coulx
- Grateloup-Saint-Gayrand
- Labretonie
- Laparade
- Verteuil-d'Agenais